# سانتیاگو بلانکو
سانتیاگو بلانکو (اسپانیایی: Santiago Blanco‎؛ زادهٔ ۱۳ ژوئن ۱۹۷۴) دوچرخه‌سوار اهل اسپانیا است. وی در مسابقات تور دو فرانس و جیرو دیتالیا شرکت کرده است.